# Gabrk (gmina Ilirska Bistrica)
Gabrk – wieś w Słowenii, w gminie Ilirska Bistrica. W 2018 roku liczyła 36 mieszkańców.